# Tunde Adebimpe
Babatunde Omoroga Adebimpe, detto Tunde (St. Louis, 26 febbraio 1975), è un musicista, cantante e attore statunitense.

## Biografia
Dal 2000 fa parte del gruppo musicale rock TV on the Radio, in cui è principalmente voce e percussionista.
Nel 2001 appare nel film Jump Tomorrow di Joel Hopkins.
Nel 2008 appare nel film Rachel sta per sposarsi di Jonathan Demme.
Attivo anche come solista, ha collaborato in tale veste con gli Yeah Yeah Yeahs (traccia Dragon Queen dell'album It's Blitz!), con gli Atmosphere, con i Subtle, con i Massive Attack (Pray for Rain, dall'album Heligoland), con i Tinariwen (Tenere Taqqim Tossam, dall'album Tassili), con i Leftfield (Bad Radio, dall'album Alternative Light Source).
Ha diretto il videoclip del brano Pin degli Yeah Yeah Yeahs (2003).

## Discografia
- 2025 - Thee Black Boltz

## Filmografia

### Cinema
- Rachel sta per sposarsi (Rachel Getting Married), regia di Jonathan Demme (2008)
- Nasty Baby, regia di Sebastián Silva (2015)
- Spider-Man: Homecoming, regia di Jon Watts (2017)
- Storia di un matrimonio (Marriage Story), regia di Noah Baumbach (2019)
- Twisters, regia di Lee Isaac Chung (2024)

### Televisione
- Portlandia – serie TV, episodio 4x01 (2014)
- Search Party – serie TV, episodio 1x06 (2016)
- The Girlfriend Experience – serie TV, 7 episodi (2017)
- Perry Mason – serie TV, episodio 1x02 (2020)
- Star Wars: Skeleton Crew – serie TV (2024)

## Doppiatori italiani
Nelle versioni in italiano delle opere in cui ha recitato, Tunde Adebimpe è stato doppiato da:
- Pino Insegno in Rachel sta per sposarsi
- Dario Oppido in The Girlfriend Experience
- Gianluca Tusco in Twisters
- Emiliano Reggente in Star Wars: Skeleton Crew